# Kosmos 142
Kosmos 142 – radziecki satelita naukowo-badawczy do badań astronomicznych i jonosferycznych (badania propagacji fal VLF). Drugi z serii 3 satelitów typu DS-U2-I.